# 요코하마 쇄항 담판 사절단

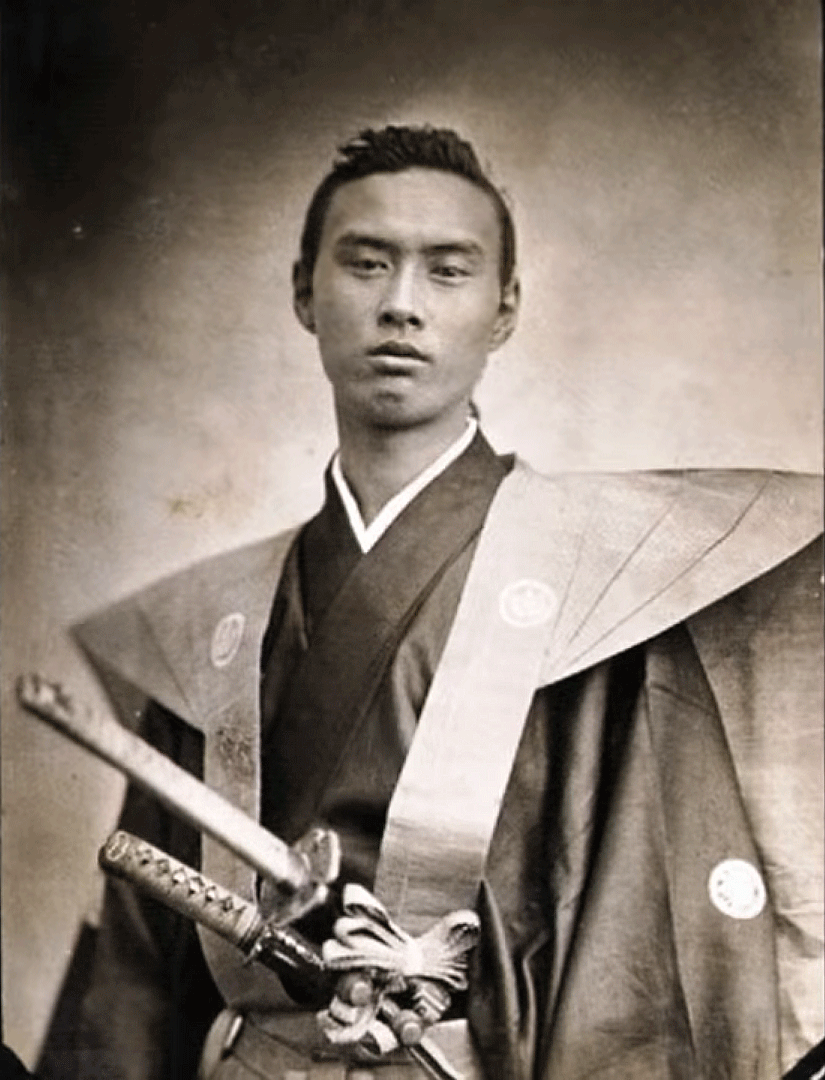
이케다 나가오키 (정사)

요코하마 쇄항 담판 사절단(横浜鎖港談判使節団)은 이케다 나가오키(池田長発)를 정사로, 가와즈 스케구니(河津祐邦)를 부사로, 가와다키(河田熙)를 감독관으로 하여, 분큐 3년 1863년 12월 29일부터 겐지 원년(1864년 2월 6일 ~ 8월 23일)에 걸쳐 막부가 프랑스에 파견한 외교 사절단이다. 제2회 유럽 파견 사절 또는 이케다 사절단이라고도 불린다.

## 개요
사절단의 목적은 개항장이었던 요코하마를 다시 폐쇄하는 협상을 하는 것이었다. 고메이 천황은 분큐 3년 1863년 6월 25일로 양이 칙명을 발령하고 있었으며, 이에 따라 막부는 1863년 6월 24일에 각국 공사에 개항장 폐쇄를 통지하였다. 조약 당사자국은 당연히 이를 거부하였고, 막부도 9일 이후에는 이를 철회했다. 또한 시모노세키 사건과 사쓰에이 전쟁, 프랑스 장교 카뮈 살해 사건 등이 일어나 외국과의 갈등도 커지고 있었다. 이러한 상황에서 막부는 양이파를 회유하기 위해 에도에 가까운 요코하마의 폐쇄를 협상하기 위해 사절단을 파견하였지만, 성공하기 어려운 임무였다. 사절단의 목적에는 프랑스 장교 살인 사건의 배상 협상도 포함되어 있었다.

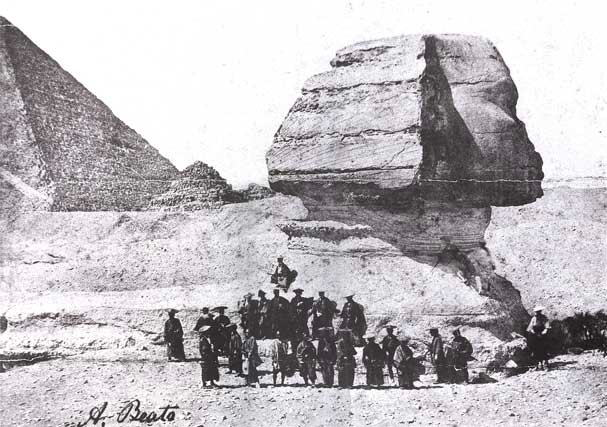
스핑스크 상 앞의 이케다 사절단, 1864년

일행은 분큐 3년 1864년 2월 6일 프랑스 군함 르 몬제 호를 타고 일본을 나왔다. 상하이와 인도 등을 경유하여, 수에즈에서 육로로 카이로로 가서 도중에 기자의 피라미드와 스핑크스를 견학하고 사진을 찍었다. 그 후 지중해를 통해서, 마르세유에 입항했다.
파리에 도착한 일행은 황제 나폴레옹 3세를 알현했다. 그러나 요코하마의 쇄항 관한 협상은 요코하마를 대일 무역 협상의 거점으로 생각한 프랑스의 저항으로 실패로 끝났다. 또한 나가오키 자신도 서구 문명의 위력을 인식하고 개국의 중요성을 느끼고 협상을 도중에 그만두고 6월 20일, 프랑스 정부와 파리 약정을 맺었다. 일행은 다른 나라를 방문하지 않고, 그대로 귀로에 올라 같은 해 8월 23일에 귀국했다.

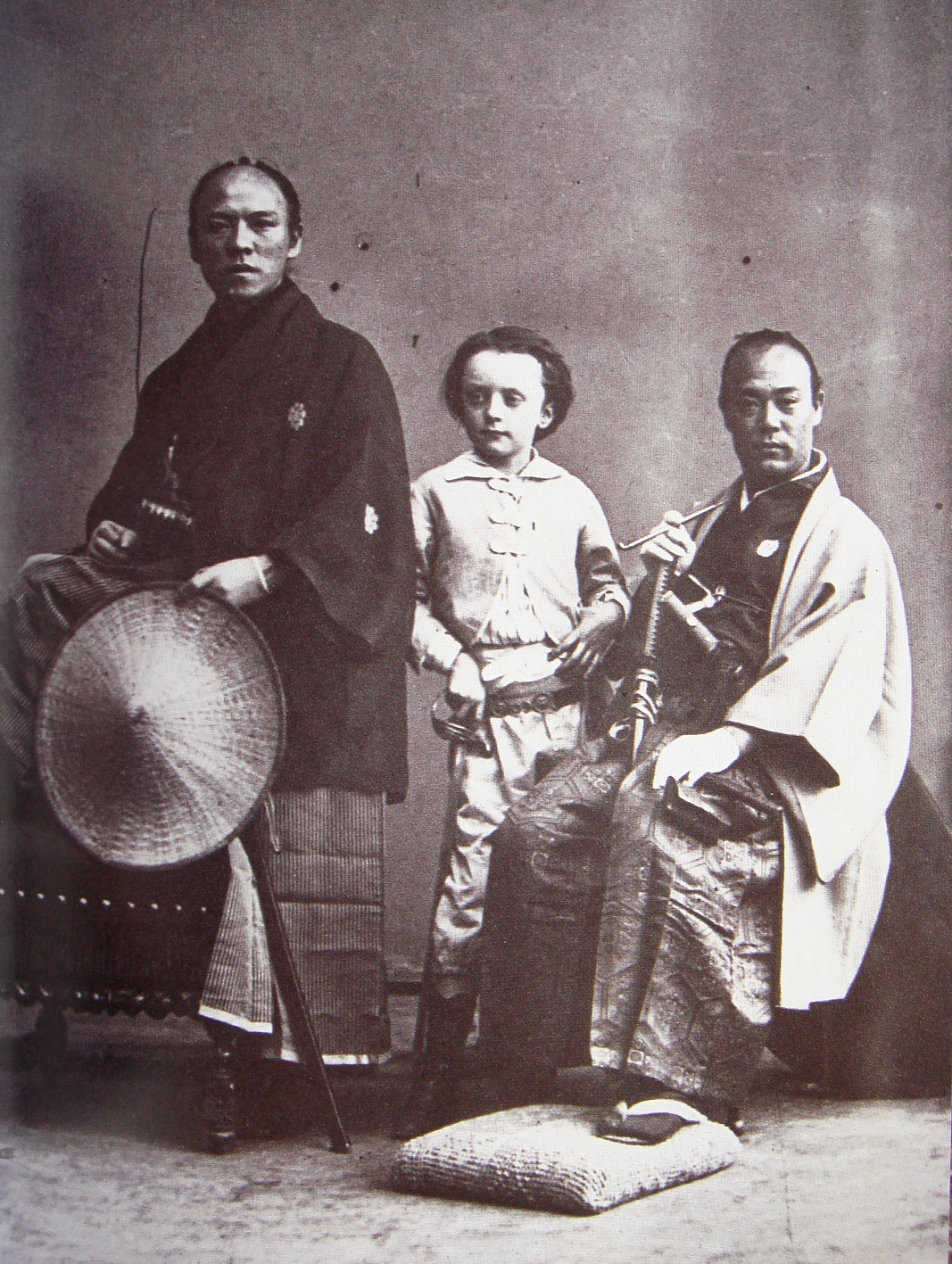
나다르의 아들과 이케다 사절단 일행. 왼쪽은 야쓰 칸시로, 오른쪽은 사이토 지로타로(감독관)

일행이 출발한 시점에 간몬 해협은 조슈번에 의해 봉쇄되어 있었고, 귀국 시에도 봉쇄는 유지되고 있었다. 일행이 귀국하기 직전인 6월 19일에 영국과 프랑스, 네덜란드, 미국 4개국은 해협 봉쇄를 풀지 않으면 무력을 행사하겠다는 취지를 막부에 통보했다. 파리 약정은 간몬 해협에서 3개월 이내에 통행을 허용한다는 조항이 포함되어 있었지만, 막부는 약정의 내용에 불만을 품고서 비준을 하지 않았고, 8월 25일에 이를 파기한다. 따라서 8월 28일에 시코쿠 연합 함대가 요코하마를 출항하였고, 시코쿠 함대 시모노세키 포격 사건이 발발했다.
분큐 유럽 파견 사절 때와 마찬가지로 나다르가 사절단의 사진을 많이 촬영했다.

## 참고자료
- Bennet, Terry: Early Japanese Images. Tuttle Publishing, 1998. ISBN 0-8048-2033-3 (ISBN ) ISBN 978-0-8048-2033-2 (ISBN )

## 같이 보기
- 만엔 원년 미국 파견 사절
- 분큐 유럽 파견 사절